# Цихисдзири (Душетский муниципалитет)
Цихисдзири (груз. ციხისძირი) — село в Грузии, в муниципалитете Душети края Мцхета-Мтианети. 

## География
Село расположено в северной части края, в 28 километрах по прямой к северу от центра муниципалитета Душети. Высота центра — 900 метров над уровнем моря.

## Население
По данным переписи населения 2014 года, в селе проживал 271 человек.
| Год  | Население |
| ---- | --------- |
| 2002 | 277       |
| 2014 | 271       |